# Frank Nicolai
Frank Nicolai (* 25. Oktober 1963) ist ein deutscher Aktivist des evolutionären Humanismus. Er ist Chefredakteur des Humanistischen Pressedienstes.

## Leben
Nicolai wuchs in Glienicke/Nordbahn in Brandenburg auf, studierte von 1990 bis 1992 Literatur am Literaturinstitut "Johannes R. Becher" in Leipzig und arbeitete in verschiedenen Berufen, bis er journalistisch tätig wurde.
Von 1999 bis 2015 betrieb er einen persönlichen Blog, seit 2009 gehört er der Redaktion des Humanistischen Pressedienstes an, wo er seit 2013 in der Nachfolge von Carsten Frerk die Stelle des Chefredakteurs bekleidet.
Frank Nicolai war für einige Jahre Mitglied der Piratenpartei, er ist inzwischen politisch nicht mehr aktiv.